# Transformers: De faldnes hævn
Transformers: De faldnes hævn (eng. titel  Transformers: Revenge of the Fallen) er en amerikansk science fiction-film fra 2009, som blev udgivet 19. juni i England og 24. juni i Danmark. Filmen er en fortsættelse til Transformers fra 2007.
Michael Bay og Steven Spielberg vender tilbage som hhv. instruktør og producent. Man kan også se Shia LaBeouf genoptage sin rolle som Samuel Witwicky. I filmen introduceres mange flere robotter og nye lande, herunder Frankrig og 
Egypten.
Filmens originale titel "Revenge of the Fallen" hentydede til den fiktive karakter "Den Faldne" (eng: The Fallen), der i filmen optræder som hovedskurk. Hvis filmens titel skulle have været oversat korrekt til dansk, skulle den have heddet "Den Faldnes hævn" i stedet for "De faldnes hævn."
Filmen tjente i dens premiereuge $ 60,6 millioner i Nordamerika og er tæt på $ 100 millioner på verdensplan, hvilket bringer filmen til den næstbedste åbning, kun bag The Dark Knight som har tjent $ 67,8 millioner.[kilde mangler]

## Handling
Filmen starter i året 17.000 fvt.. Ældgamle Transformere, kaldet Prime-Dynastiet (eng. the Dynasty of Primes) gennemsøgte universet med det formål at dræne energien fra stjerner for at skabe Energon, til Urgnisten (eng. the AllSpark). Man brugte en maskine kaldet en Soludvinder (eng. Sun Harvester).
Disse Primes aftalte at verdener med liv skulle skånes. Men en af deres egne, Megatronus Prime, forrådte dem og konstruerede en Soludvinder på Jorden. Ude af stand til at vinde over deres brødre, så ofre the Dynasty sig selv, med den hensigt at skjule en artefakt kaldet "Lederskabets Matrix" (eng. the Matrix of Leadership, en nøgle til at aktivere Soludvinder-maskinen). Den forræderiske Prime blev døbt "Den Faldne" (eng. the Fallen) efter hans fald i unåde, og han svor, at han ville søge hævn.
I nutiden, to år efter begivenhederne i den første film, leder Optimus Prime et team kaldet NEST (Non-biological Extraterrestrial Species Treaty), som er en militær organisation bestående af amerikanske og britiske tropper og hans egne Autobotter. Man ser nyankomne Autobotter, bl.a. Arcee, Sideswipe, Jolt, og tvillingerne Skids og Mudflap
NEST stormer et forladt sted i Shanghai, Kina. De jager de sidste Decepticoner. Før Optimus dræber Demolishor, siger Decepticonen til ham, at den Faldne vil komme for at hævne sig.
Sam Witwicky tager ud på college for at fortsætte sin normale tilværelse. Han forlader sin Autobot Bumblebee og hans kæreste Mikaela. Mens han er ved at pakke finder han et stykke af Urgnisten, som han giver til Mikaela for at det kan forblive i sikkerhed. Wheelie, en Decepticon, prøver at stjæle stykket, men bliver taget til fange af Mikaela. I mellemtiden møder Sam sin roommate på college, Leo Spitz, der driver en hjemmeside, der er fokuseret på konspirationsteorier om rumvæsener. Sam møder også Alice, der aggressivt prøver at forføre ham.
I mellemtiden hacker Soundwave, en Decepticon, sig ind på en satellit i rummet for at lokke NEST-styrkerne, og for at finde lokationen for den døde Decepticon-leder, Megatron, og fragmentet af Urgnisten som NEST gemmer på. Han sender Ravage ud for hente stykket, som skal bruges til at genoplive Megatron.
Da Megatron genoplives flyver han ud hvor han genforenes med Starscream og hans herre, den Faldne. Den Faldne giver Megatron ordren, at han skal fange Sam, da hans sind indeholder viden om Urgnisten, herunder placeringen af Soludvinderen. Sam får et mentalt sammenbrud i sin astronomi-time, hvor han begynder at skrive cybertroniske symboler på tavlen - Cybertron er den planet, Transformer-rumvæsenerne stammer fra.
Efter timen lægger lægger Alice kraftigt an på Sam i hans værelse, i det samme øjeblik, hvor Mikaela går ind ad døren, hvor Sam bliver angrebet af Alice. Det viser sig at Alice er en Decepticon eller en anden form for robotagtigt væsen styret at dem, i forklædning som menneske. Mikaela hjælper Sam og fe flygter sammen med Leo i en bil. De kører Alice over og tror at faren er over, før Grinder fanger dem og fører dem til et forladt pakhus. Her forbereder Decepticon-kirurgen Scalpel sig på at fjerne Sams hjerne, så ham og hans fæller kan udvinde den viden om Urgnisten, den gemmer på. Optimus og Bumblebee kommer til Sams undsætning. Optimus må kæmpe mod adskillige Decepticoner og formår at dræbe Grindor, men bliver i sidste ende selv dræbt af Megatron, der stikker sit sværd midt igennem ham bagfra.
Megatron giver ordre til et omfattende angreb på Jorden. Den Faldne taler til verden, og siger, at de skal overgive Sam til Decepticonerne ellers vil angrebne fortsætte. Sams forældre er fanget af Rampage.
Sam, Mikaela, Leo, Bumblebee, Tvillingerne og Wheelie omgrupperer. De opsøger Leos online rival RoboWarrior, som måske kan være til hjælp. Det viser sig at manden er en tidligere agent fra sektor 7, agent Simmons, som Sam mødte, da han var involveret i første slag mellem Optimus og Megatron på Jorden, og Simmons er ikke yderligere begejstret for at møde den unge mand, der blandt andet gjorde ham til grin foran sine kolleger. De formår dog at pirre Simmons' interesse, da Sam fortæller om de mærkelige symboler, han får syner af, og Simmons afslører sine skjulte arkiver, der indeholder billeder gennem historien af køretøj, der har været Transformers, samt ældgamle ruiner med de selvsamme symboler, Sam har set. Han forklarer dem, at Transformerne har besøgt Jorden før, og har skrevet deres sprog på massevis af ældgamle ruiner i hele verden. Wheelie identificerer sproget som den dialekt, der benyttes af Primes, men fortæller, at det kun er Søgere (eng. Seekers) der kan oversætte det. Søgere bruges af Primes for at finde stjerner som kan høstes for energi. Sam og de andre finder en sådan Søger i en fly- og mekanikmuseum, en aldrende Decepticon ved navn Jetfire, der for længe siden skiftede side til Autobotterne.
Jetfire får at vide, hvordan det hele hænger sammen og teleporterer gruppen til Egypten via en rumtidsbro. Han forklarer at Prime-Graven (eng. the Tomb of Primes) befinder sig i den omkringliggende ørken og at kun en Prime kan dræbe den Faldne.
Ved at følge sporerne finder gruppen Matrixen i en grav i Petra, men i det øjeblik Sam rører ved Matrixen forvandles den til støv. Sam tror at den stadig kan genoplive Optimus, så så han samler støvet op i sin ene sok og beder Simmons om at ringe til major William Lenox i NEST, så de kan transporter Optimus' lig og de andre Autobotter dertil.
Militæret ankommer med kort varsel, men de er blevet sporet af Decepticoner, hvilket resulterer i en intens kamp. Under kampen redder Bumblebee Sams forældre fra Rampage, der forsøgte at dræbe dem. I mellemtiden ser vi at syv Decepticon-Transformere sætter sig sammen til en endnu større Transformer, Devastator, som er cirka halvt så stort som pyramiden i Giza. Devastator kravler op på Gizas pyramide for at frigøre Soludvinderen. Før han formår at gøre arbejdet færdigt, når Simmons at kontakte flåden og få dem til at skyde Devastator med en railgun ved brug af Simmons koordinater. Samtidig ankommer luftvåbnet, som bomber Decepticonerne.
Megatron trænger igennem bombardementet og dræber Sam.  I et syn, muligvis i stadiet mellem liv og død eller i efterlivet, møder Sam de andre Primes, der fortæller ham, at man skal gøre sig fortjent til Lederskabets Matrix, og at det har Sam gjort. Sam bliver bragt tilbage til livet af Primerne og støvet fra Matrixen flyver ind i Matrixens metalliske ramme, så Matrixen genopstår. Sam løber hen til Optimus' legeme og hamre den med spidsen ned i hullet i Optimus' brystkasse, der var resultatet af Megatrons fatale angreb på ham, og kraften fra den genopliver og reparerer ham. Kort efter stjæler den Faldne dog Matrixen, og bruger den til at aktivere Soludvinderen, som han har fundet på toppen af pyramiden i Giza, under stenene.
Jetfire, der er hårdt såret efter et angreb fra Scorponok, giver sin gnist (et objekt og et organ i en Transformer, der på en måde både indeholder deres livskraft og viden) til Optimus, så Optimus kan opnå den styrke han skal bruge for at besejre den Faldne. Derudover kombineres Jetfires krop med Optimus', så han får vinger og kan flyve. Optimus ødelægger Soludvinderen og kort efter kæmper han mod Megatron og den Faldne. Han formår at dræbe den Faldne ved at hive hans ansigt af hans hoved, og efterlader Megatron hårdt såret. Starscream overbeviser Megatron om at trække sig tilbage.
Filmen slutter med at Optimus giver en tale om, at Transformers og mennesker har en glemt fortid sammen og transmitterer denne tale ud i rummet til andre Autobotter, der gemmer sig derude. Til sidst vender Sam tilbage til universitet.

## Medvirkende og karakterer
- Shia LaBeouf optræder som  Sam Witwicky, teenageren der dræbte Megatron. I filmen prøver Sam at udvikle sig personligt, samt at have er normalt liv. Sam prøver at komme væk fra sine overbeskyttende forældre og Bumblebee. Han tager til East Coast college for at lære astronomi[8] Under hans ophold, begynder Sam at se under symboler, der viser sig til at være nøgle til energon på Jorden, så derfor er Decepticonerne også efter ham for at opnå informationerne som Sam besidder.[9] D. 27 juli 2008, kom LaBeouf ud for en bilulykke, samt hans med skuespiller Isabel Lucas. Han skulle op opereres i hånden. At hans karakter bliver brændt hånden var ikke noget der planlagt i filmen.[10] Labeouf sagde at produktionen kun blev forsinket i to dage efter hans ulykke, fordi Bay i stedet for filmede en anden scene. Labeouf kom sig far ulykken efter et par uger i stedet for flere, hvilket gjorde at han kunne komme hurtigere til at indspille filmen.[11] Bay foreslå at håndskaden skulle blive skrevet ind i filmens historie[12].

Mod slutningen af filmen, kom Labeouf igen til skade. Denne gang var det hans øjenbryn, dette krævede at han skulle sys. Han fortsætte med at filme to timer senere.
- Megan Fox optræder som Mikaela Banes, Sams kæreste der ikke har råd til at komme på college med ham.[8] Hun arbejder sammen med sin far, Cal, hvor de reparer motorcykler. Fox kan i virkeligheden ikke køre motorcykler, så hun havde brug for at en anden tog hendes rolle som Mikaela da de skulle filme hende køre på motorcykel.[14] Fox havde tabt meget i vægt for hendes rolle i filmen Jennifer's Body. Derfor skulle hun tage ti pund på (4,54 kg) inden tre uger. Hun sagde at Michael ikke kan lide tynde piger.[15]
- Josh Duhamel optræder som Major William Lennox, der er en U.S. Army ranger og Green Beret, samt en af Autobotternes allierede.[16] Siden filmen i 2007, blev Lennox en del af NEST, som er en international militærgruppe der bekæmper de resterende Decepticoner sammen med Autobotterne.[17]
- Tyrese Gibson optræder som Robert Epps, en U.S. Air Force Combat Controller og medlem af NEST.[16] Han er forfremmet til rank Chief Master Sergeant.[18]
- John Turturro optræder som Reggie Simmons, en tidligere agent fra sektor 7.[16] Han arbejder sammen med sin mor som slagter, da Sam spørger ham om hjælp. Han tager med Sam og co. og er skyld i at Devastator dræbes.[14] Turturro fik også lov til at klatre på den rigtige pyramide under optagelserne.[19]
- Kevin Dunn og Julie White optræder som Ron og Judy Witwicky, Sams forældre. De har lært sandheden og Transformersne i sidste film.[20]
- Ramón Rodríguez optræder som Leo Spitz, Sams college roomate, der ejer en hjemmeside om konspirationsteorier. han følger Sam og Mikaela hele vejen til Egypten. Rodríggues udholdte vind, der var 160 km/t i Egypten, der resulterede i at hans skulde blev skadet og at han måtte bruge 45 min på at rense sit øje.[21]

I begyndelsen var det meningen at karakteren skulle hedde Chuck og Jonah Hill skulle spille Chuck.
- John Benjamin Hickey optræder som Galloway, den Amerikanske National Security Advisor der tror at Autobotterne er skyld i at Decepticonerne befinder sig på jorden.[23]
- Matthew Marsden optræder som Graham, en agent for SASF, og er medlem af United Kingdom Special Forces. Senere bliver han en del af NEST.
- Glenn Morshower, havde en cameo i 2007 filmen. Han var en soldat der blev dræbt af Blackout. Nu optræder han som Gen

### Autobotter
- Peter Cullen lægger stemme til Optimus Prime, Autobot lederen. Han bevarer hans blå tilstand af en Peterbilt lastbil med røde flammer. Culleen lagde stemme til åbningsscenen i august 2008. Først i november begyndte han med det større projekter..[24][25] Oprindeligt var det planlagt at Cullen skulle have en cameo i filmen, men det blev ikke til noget.[26]
- Bumblebee, Den Autobot der forklædte sig selv som en fifth-generation Chevrolet Camaro. Mark Ryan genoptog sin rolle som Bumblebee fra 2007 filmen. Ryan fortsætte også sin rolle som en stand-in for robotterne. .[27] Bumblebees stemme var stadig i stykker, så han brugte sin radio til at kommunikere med.
- Jess Harnell lægger stemme til Ironhide, den Autobot med våben specialiteterne, der forvandler sig til en GMC Topkick.[28]
- Robert Foxworth lægger stemme til Ratchet, Autobot lægen, der forvandler sig til en search and rescue Hummer H2.[28]
- Mark Ryan lægger stemme til Jetfire, en Seeker og tidligere Decepticon, der kan forvandle sig selv til SR-71 Blackbird. Hans alder og sår gør at han skifter side over til Autobots.[29] Han forvandles ikke fuldstændig og er ved at løbe tør for Energon.[14]
- Grey DeLisle lægger stemme til Arcee, en Autobot der forvandler sig til træ motorcykler.
- Reno Wilson og Tom Kenny lægger stemme til Mudflap og Skids, også kendt som tvillingerne. Disse to transformer forvandler sig til en rød Chevrolet Trax og en grøn Chevrolet Beat.[30] Mudflap er meget hyperaktiv, mens Skids tror at han selv er smartere og prøver at være den voksne, men det lykkedes ham aldrig.[31]

- André Sogliuzzo lægger stemme til  Sideswipe, en sølvfarvet Chevrolet Corvette.[30]
- Jolt, er en blå Chevrolet Volt
- Tom Kenny lægger også stemme til Wheelie,en blå radiobil.[32]
- Michael York, Kevin Michael Richardson og Robin Atkin Downes lægger stemme til The Dynasty of Primes, en gruppe robotter der konfronterer Sam mens han er på nippet til at dø i en vision.

### Decepticoner
- Hugo Weaving lægger stemme til Megatron, der er leder af Decepticonerne.[33] Selvom Michael Bay sagde at Megatron ikke vil kunne ses i Transformers 2, fordi han blev dræbt i forgængeren[34], så vendte Megatron tilbage, da han blev genoplivet af Decepticonerne. Megatron er blevet stærkere, fordi han absorberede AllSpark, det der dræbte ham i et'eren.[35] Da Megatron blev genoplivet, valgte forfatterne at han skulle beholde sit navn, og ikke navngives Galvatron, for ikke at forvirre fans.[36]
- Tony Todd lægger stemme til den the Fallen (dansk "den Faldne"), som var en af de originale tretten Tranformers og Megatrons mester. Han er den der fik Megatron til at danne Decepticonerne. Den Faldne var fanget i en anden dimension og kunne kun kommunikere med Decepticonerne vha. et interdimensionelt vindue/glas. Dette ansigt som man kunne se, var inspiration til Decepticonerne.[37]
- Charlie Adler lægger stemme til Starscream,[28] transformeren der kan forvandle sig til en F-22 Raptor. Han fløj ud i rummet i 2007 filmen, og kommer tilbage hvor han bære Cybertroniske symboler på hele hans krop og kommandér en ny enhed.[38]
- Frank Welker lægger stemme til Soundwave, Megatrons officer.[39] Han forvandles til et cybertronisk fartøj, der koordinerer Decepticonernes bevægelser rundt på jorden.[38]
  - Ravage, er en minion af Soundwave, der minder om en stor etøjet jaguar, der forvandles til et cybertronisk missil...[40]
- John Di Crosta lægger stemme til The Doctor (også kendt som Scalpel). The Doctor er en spider-lignende robot der forvandles til et microskop. Han er en læge og videnskabs-"robot", udstyret med værktøjer, man ser ham bruge dem mod Sam.
- Sideways, er en sølvfarvet Audi R8, der gemmer sig selv sammen med Demolishor i Shanghai indtil han bliver opdaget af Autobotterne.[41]
- Frank Welker lagde stemme effekter til Grindor, en robot der kan forvandle sig selv til en CH-53E Super Stallion helikoptor.[42] Hans forvandling minder meget om Blackout's fra den første film
  - Calvin Wimmer lægger stemme til Demolishor,[38] der kan forvandles til en hvis Terex O&K RH 400.[43] Som Transformer er en to kæmpe hjul, der gør det muligt for ham er køre på begge.
  - Mixmaster,[44] der kan forvandles til en sort og sølv Mack truck. Man ser kort han har et 3. stadie kaldet "battle mode"..[45]
  - Long Haul,[44] som også er en grøn Caterpillar 773b truck.[46] Long Haul's robot blev designet af freelanceren Josh Nizzi.[47]
  - Kevin Michael Richardson der også læger stemme til Rampage,[44], kan forvandles til en rød Caterpillar D9L bulldozer. Hans
  - Scrapper,[38] en robot der bliver til en gul Caterpillar 992G scoop loader.
  - Frank Welker lægger også stemme til Devastator, en 46 fod høj massiv robot, der er formet af flere robotter.[48] Han kan ikke stå oprejst, men ville være omkring 100-120 fod høj hvis han kunne. Ved en fejl kom man til at navngive en tank fra Tranformer 1 Devastator, men i tegneserien så er han en del af Devastator.[46][49]:
    - En sort og hvis Mack concrete mixer truck, der forvandles til hovedet. Bliver kaldt for Mixmaster i tegneserien.
    - En rød Terex O&K RH 400 der forvandles til den centrale del, af den øverste del af kroppen. Bliver kaldt for Scavenger' i tegneserien
    - En gul Caterpillar 992G der forvandles til den højre arm. Bliver kaldt for Scrapper i tegneserien.
    - En gul Kobelco CK2500 kran, der forvandles til venstre arm. Bliver kaldt for Hightower i tegneserien.
    - En rød leddelt dump truck der forvandles til den forvandles til den centrale del, af den nederste del af kroppen. Bliver kaldt for Overload i tegneserien
    - En grøn Caterpillar 773B der forvandles til højre ben. Bliver kaldt for Long Haul i tegneserien.
    - En gul Caterpillar D9L bulldozer der forvandles til venstre ben. Han er kendt som Rampage i tegneserierne.
    - Isabel Lucas optræder som den smukke Alice, der er en Pretender. Hun forfører Sam ved at lade som om at hun er et menneske og godt kan lide ham.
- Scorponok, en gigantisk robot scorpion.

## Produktion

### Udvikling
I september måned 2007, annoncerede Paramount at der vil komme en Transformer 2, efterfølger til Transformers,  sent i Juni måned 2009. og Bay begyndte at lave animationerne til action sekvenserne. Dette lod animatorerne færdiggøre sekvenserne hvis Directors Guild of America skulle strejke i juli 2008. (Der var ingen strejke). Direktøren overvejede at lave et lille projekt mellem Transformers og dens efterfølger. Filmen havde et budget på 200 million dollars, hvilket var 50 millioner mere ned filmen fra 2007. Nogle af actionsekvenser som blev afvist i den originale, kom med i denne film. En af sekvenserne er, den måde Optimus bliver præsenteret på. .
Lorenzo di Bonaventura sagde at studiet foreslog at filme to sekvenser ad gangen, men Bay overbeviste dem om at det ville være forkert. 
Forfatterne Roberto Orci og Alex Kurtzman kunne ikke deltage i projektet fordi de havde travlt, så studiet begyndte af finde nye forfattere i maj måned 2007, men de kunne ikke imponere, så studiet overbevidste Orci og Kurtzman om at komme tilbage. Studiet skrev også kontrakt med Ehren Kruger, fordi han imponerede Bay og Hasbros præsident Brian Goldner, med den viden han besad omkring Transformers mythologien, og fordi han var ven med Orci og Kurtzman.
De tre blev betalt $ 8 millioner. Filmen var truet af strejken i 2007, bedre kendt som 2007–2008 Writers Guild of America strike, så for at undgå problemer lavede trioen en treatment, så de afleverede natten før strejken, om at konkretisere actionen, lave flere jokes, og tilføje flere karakterer.  De tre forfattere anvendte fire måneder på at færdiggøre manuskriptet mens de var "lukket" inde på to hotelværelser af Bay: Kruger skrev på sit eget værelse og trioen holdt sig opdateret med hinandens arbejde to gange om dagen.
Orci beskrev filmens tema som det "at være langt hjemmefra," idet Autobotterne overvejer at leve på jorden, da de ikke kan genopbygge deres hjem Cybertron, og Sam tager til college. Han ville have at forholdene mellem robotterne og menneskerne skulle være mere balanceret, indsatsne skulle være større og der skulle være mere fokus på science fiction elementerne.
Lorenzo di Bonaventura har udtalt at der er omkring 40 robotter i filmen, medens Scott Farrar har udtalt er der omkring 60	
Orci tilføjede han ønskede at "graduere" humoren mere, og følte han forvaltede mere "oprørende" vittigheder ved at afbalancere den med en mere alvorlig plot tilgang til Transformers' mytologi.
Bay sagde at han ville have en mørkere tone, for at gøre fansene glade, og at mødrene skulle tænke at det er sikkert at lade deres børn tage ud og se filmen. Kurtzman fandt må titlens navn..
Under produktionen forsøgte Bay at skabe en  misinformations kampagne for at øge debatten om, hvilke Transformers der bliver vist i filmen. Men Orci tilstod at det ikke virkede.  
Studiet gik så langt, at de censorede MTV og Comic Book Resources interviews med Mowry og Furman, der bekræftede at Arcee og den Faldne vil være med i filmen. Bay fortalte Empireat Megatron ikke ville genopstå,, så kun Orci senere (Februar 2009) kunne bekræfte at Megatron ville vende tilbage.

### Optagelser
Man begyndte at filme i Los Angeles, Californien i maj måned 2008. 
Den tidligere Hughes Aircraft blev tjent til at filme store dele af scenerne.
Fra D. 2 juni, blev den brugt 3 dage på action sekvenserne Bethlehem, Pennsylvania, som blev brugt til Shanghai scenerne. Efter filmede de på Steven F. Udvar-Hazy Center.
Holdet to til Philadelphia Den 9. juni, hvor de optog ved University of Pennsylvania, Drexel University, Eastern State Penitentiary, Fairmount Park, Philadelphia City Hall, Rittenhouse Square, og historic chancellor street (som repræsenterer gaden i nærheden af  Place de la Concorde i Paris), og Wanamaker's.
De to til Princeton University Den 22. juni blev nogle studerende vred, fordi de troede, at Bay havde valgt et optage scener og skrive Princetons navn i filmen. Men hverken University of Pennsylvania eller Princeton gav Bay tilladelse til at skrive deres navn som steder hvor det er optaget scener, fordi der var en "sjov" scene med Sams mor.
Bay planlagde at holde en pause D. 30. juni, så kan kunne koncentrere sig om animationer og hold 2, da der var potentiale til en strejke.
Senere fortsætte de med at optage i Long Beach, Californien om kampen som udspillede sig i Shanghai.
Holdet optog ved Holloman Air Force Base og White Sands Missile Range i New Mexico under september måned. Disse to lokaliteter blev brugt som Qatar i den første film, men i denne blev det brugt som Egypten.
En model i L.A. blev også brugt som close-ups af pyramiden.
Optagelser på Tucson International Airport og 309th Aerospace Maintenance and Regeneration Group's aircraft boneyard fandt sted i oktober måned med den falske titel Prime Directive (en reference til Star Trek). Det blev forsinket til juli. Man optog også på Camp Pendleton og Davis-Monthan Air Force Base.
Det første hold (bestående af bl.a. Shia Labeouf) optog i tre dage scenerne i Egypten på Giza pyramiderne og Luxor. Af sikkerhedsmæssige årsager var optagelserne hemmelige, men ifølge Lorenzo di Bonaventura, var det et hold bestående af 150 amerikanere og flere dusin egyptere. Bay fik lov af den Egyptiske regering til at på pyramiderne ved at kontakte Zahi Hawass. Fire dage blev der brugt i Jordan, Royal Jordanien Air Force ved Petra, Wadi Rum og Salt, Jordan, fordi en af landets prinser kunne lide filmen fra 2007.
Optagelser fortsætte med andet hold ved Place de la Concorde i Paris. Optagelserne blev færdige på flyet USS John C. Stennis D. 2 november 2008.

### Effekter
Hasbro var mere involveret i designet af robotterne end filmen fra 2007, og de og Takara Tomy foreslå at kombinerede robotter ville være vigtige til efterfølgeren.  
De insisterede på at holde de retunerende transformers ens, så folk ikke behøvede at købe det samme stykke legetøj, med får modifikationer.
Bay brugte ægte F-16 Fighting Falcon og tank skud under optagelaser for kampene..
Scott Farrar stod for effekterne, hvor han var projektleder og hvor der blev forventet at der skulle en dybere lysrolle for Decepticonerne. Han sagde, at med de større deadlines, så vil post-produktionerne blive til et "cirkus". Producenterne forventede at der skulle være et større budget og special effekterne ville virke, samt at Tranformers ville have en større rolle. Cullen erindres at Don Murphy mindede ham om, at kun for den enorme regning for at animere Optimus Prime, så vil han kun deltage i en del af hvad han gjorde i 2007. 
Bay ønskede at der skulle være flere "close-ups" af robotternes ansigter. Farrar sagde at animatorne inkluderer flere ting som, at robotterne kæmper på jord, bliver skubbet ind i træer der knækker, de spytter, sveder osv. Alt dette blev lavet i højere resolution, der krævede op til 72 timer for at render et billede. Mens der blev brug 15 terabyte for animationerne i 2007 så blev der brug op til 140 i denne film.

### Musik
The score til Transformers: Revenge of the Fallen blev lavet af Steve Jablonsky, der blev genforenet med Michael Bay, hvor de optog 71-stykker af Hollywood Symphony i Sony Scoring Stage.

## Udgivelser og markedsføring
Transformers: Revenge of the Fallen var sat til at have premiere D. 8. juni 2009 i Tokye, Japan.
Efter udgivelsen i UK D. 19 juni 2009, vil filmen blive udgivet til normale og IMAX biografer i Nordamerika D. 24 juni 2009.
Tre af action sekvenserne blev optaget med et IMAX kamera, og IMAX udgivelserne vil have flere scener, som ikke kan ses i normale biografer.
I august måned 2008, sagde Orci at IMAX versionerne vil være i 3D, selvom IMAX officielt havde annonceret deres brug på projektet, så nævnte de ikke noget om 3D.
Hasbros Revenge of the Fallen legetøjskollektion vil inkludere nye modeller og nye modificerede modeller af de gamle, og alle 2007 med ny malings schemes.

### Trykte medier
Tekst mangler, hjælp os med at skrive teksten

### Spil
Spilproducenten Luxoflux udviklede et spil, som er baseret på filmen. Det blev udgivet af selskabet Activision.
Spillet er udgivet i 5 forskellige versioner:
- Playstation 3 og Xbox 360 versionen er udviklet af Luxoflux[105]
- Games for Windows versionen er udviklet af Beenox, spillet minder meget om PS3 og Xbox 360 versionen[106]
- Wii og Playstation 2 versionen er udviklet af Krome Studios[107]
- PSP versionen blev udviklet af Savage Entertainment[108]
- DS-versionen blev udviklet af Vicarious Visions, som har separeret spillet i to spil der har navnet Autobots og Decepticions.[109]

## Modtagelse

### Box office
Selvom filmen fik meget negativ kritik, så viste det sig at filmen tjente $16 millioner på sin midnatspremiere, hvilket er det største for en onsdags midnatsdebut. Filmen formåede af opnå den største onsdagsåbning i historien, hvilket bringer indtjeningen på ca. $60.6 millioner på sin første dag. Filmen har rekorden som den anden største film, lige bag The Dark Knight.
Filmen fik indtjent $108.9 millioner på sin første weekend, hvilket gør filmen til den største indtjening på en weekend i 2009 og 7. højeste i historien. Filmen indtjente $200 millioner på 5 dage.

### Anmeldelser
Transformers: Revenge of the Fallen havde en bred modtagelse blandt kritikerne. Baseredet på 182 anmeldelser samlet af Rotten Tomatoes, fik filmen et gennemsnit på 21%.
Ray Bennet kommenterede at filmen har for høje lyde, og at den er alt for lang.
Roger Ebert, der gav den første film 3 stjerne, gav Revenge of the Fallen kun en stjerne og kaldte den for "...a horrible experience of unbearable length."" Senere skrev han i sin blog at "The day will come when Transformers: Revenge of the Fallen will be studied in film classes and shown at cult film festivals. It will be seen, in retrospect, as marking the end of an era. Of course there will be many more CGI-based action epics, but never again one this bloated, excessive, incomprehensible, long (149 minutes) or expensive (more than $200 million)."
Der har også været negativ omtale om karaktererne Mudflap og Skids, som angiveligt repræsenterer racistiske stereotyper.
Harry Knowles, grundlægger af Ain't It Cool News, gik videre og bad hans fans om ikke at supporte filmen fordi det er en film med lav humor, stereotyper og racisme.
Bay har forsøgt at beskytte filmen fra kritikkerne ved at sige at der er lagt mere personlighed i filmen. 
Roberto Orci og Alex Kurtzman sagde følgende:It’s really hard for us to sit here and try to justify it. I think that would be very foolish, and if someone wants to be offended by it, it’s their right. We were very surprised when we saw it, too, and it’s a choice that was made. If anything, it just shows you that we don’t control every aspect of the movie." 
I modsætning til synspunkterne som kritikerne havde, så havde publikummet et andet synspunkt. Filmen fik i gennemsnit 91% hvilket var bedre end den forrige film.
Fra brugerne på Rotten Tomatoes, så fik filmen i gennemsnit 68%, and a rating of 6.8/10 on the Internet Movie Database.

## Frigivelser
Michael Bay har afsløret at Blu-ray versionen af filmen vil have forskellige aspect ratio for scenerne optaget i IMAX format.

## Fortsættelse
Som en foranstaltning, så annoncerede Paramount at den 3. Transformers film vil udkomme D. 4. juli 2011. Bay reagerede og sagde: "I said I was taking off a year from Transformers. Paramount made a mistake in dating Transformers 3—they asked me on the phone—I said yes to July 4—but for 2012—whoops! Not 2011! That would mean I would have to start prep in September. No way. My brain needs a break from fighting robots."
Ligesom i Revenge of the Fallen, så ved Orci og Kurtzman ikke om de skal skrive manuskriftet.
Co-forfatteren sagde og at det ville være bedst at fokusere på Triple Changers, da det kunne være interessant.
Før Transformers blev udgiver, så havde produceren Tom DeSanto, den ide at det ville være fedt at introducere Dinobots, mens Bay var interesseret i flyvende robotter.
Orci hævdede at de ikke kunne tilføje Dinobots i Revenge of the Fallen, fordi de ikke kunne se for sig, hvordan de skulle se ud.
Orci hævdede også at han ikke gad at have Dinobots med i filmen, fordi han ikke kan bryder sig meget om dinosaurer.
Samtidig siger han, at han ikke kan se, hvorfor Transformers ville forklæde sig som firben.